# Assistência farmacêutica
A assistência farmacêutica é um conceito que engloba o conjunto de práticas voltadas à saúde individual e coletiva, tendo o ciclo do medicamento e o seu uso racional como foco. É uma atividade multidisciplinar, mas os farmacêuticos é quem são os responsáveis por prestar o conhecimento do uso de medicamentos de forma racional.
A Resolução nº 338, de 6 de maio de 2004 do Conselho Nacional de Saúde, diz que a assistência farmacêutica é conjunto de ações voltadas à promoção, à proteção, e à recuperação da saúde, tanto individual quanto coletiva, tendo o medicamento como insumo essencial, que visa promover o acesso e o seu uso racional; esse conjunto que envolve a pesquisa, o desenvolvimento e a produção de medicamentos e insumos, bem como a sua seleção, programação, aquisição, distribuição, dispensação, garantia da qualidade dos produtos e serviços, acompanhamento e avaliação de sua utilização, na perspectiva da obtenção de resultados concretos e da melhoria da qualidade de vida da população.
Conforme definição da Política Nacional de Medicamentos, a Assistência Farmacêutica trata-se de um grupo de atividades relacionadas com o medicamento, destinadas a apoiar as ações de saúde demandadas por uma comunidade. Envolve o abastecimento de medicamentos em todas e em cada uma de suas etapas constitutivas, a conservação e controle de qualidade, a segurança e a eficácia terapêutica dos medicamentos, o acompanhamento e a avaliação da utilização, a obtenção e a difusão de informação sobre medicamentos e a educação permanente dos profissionais de saúde, do paciente e da comunidade para assegurar o uso racional de medicamentos.
O ciclo da Assistência Farmacêutica é composto por várias etapas, dentre elas: seleção, programação, aquisição, armazenamento e distribuição e a dispensação de medicamentos. O objetivo principal do ciclo da Assistência Farmacêutica é proporcionar o acesso da população aos medicamentos e promover o Uso Racional.
A seleção de medicamentos é a etapa inicial do ciclo, a qual estabelece a relação de medicamentos essenciais eficazes e seguros a serem disponibilizados à população, com base na RENAME (Relação Nacional de Medicamentos Essenciais).
A programação de medicamentos consiste em calcular a quantidade necessária de medicamentos, que foram selecionados na etapa anterior, para atender a demanda de uma determinada população em um período de tempo. A correta execução desta etapa é imprescindível para evitar desabastecimento dos medicamentos essenciais. 
A aquisição de medicamentos trata-se da etapa onde é realizada a compra dos insumos que foram selecionados e programados nas etapas anteriores com intuito de abastecer as unidades de saúde em quantidade, qualidade e menor custo/ efetividade.
O armazenamento abrange várias etapas técnicas e administrativas como recebimento, estocagem, segurança, conservação adequada dos medicamentos, além do controle de estoque. A distribuição visa garantir a entrega correta dos medicamentos com segurança, eficiência e rapidez, cumprindo prazos e periodicidades acordadas com as unidades solicitantes.
A dispensação de medicamentos é realizada pelo profissional farmacêutico visando proporcionar um ou mais medicamentos ao usuário, em resposta a apresentação de uma receita elaborada por um profissional habilitado. Nesta etapa o farmacêutico deve garantir a entrega correta do medicamento, dosagem e quantidade suficiente para o tratamento, além de informar e orientar o usuário sobre o uso racional do medicamento.

### Financiamento da Assistência Farmacêutica
O bloco de financiamento para a Assistência Farmacêutica é composto por três componentes: 
- Componente Básico da Assistência Farmacêutica;
- Componente Estratégico da Assistência Farmacêutica;
- Componente Especializado da Assistência Farmacêutica[7];

O Componente Básico da Assistência Farmacêutica (CBAF) destina-se à aquisição de medicamentos e insumos, incluindo-se aqueles relacionados a agravos e programas de saúde específicos, no âmbito da Atenção Básica à Saúde (BRASIL, 2013).
O Componente Estratégico da Assistência Farmacêutica (CESAF) destina-se ao financiamento de ações de assistência farmacêutica dos seguintes programas de saúde estratégicos: controle de endemias, tais como a tuberculose, a hanseníase, a malária, a leishmaniose, a doença de chagas e outras doenças endêmicas de abrangência nacional ou regional; anti-retrovirais do programa DST/Aids; sangue e hemoderivados; e imunobiológicos (BRASIL, 2007).
O Componente Especializado da Assistência Farmacêutica (CEAF) é uma estratégia de acesso a medicamentos no âmbito do SUS, caracterizado pela busca da garantia da integralidade do tratamento medicamentoso, em nível ambulatorial, cujas linhas de cuidado estão definidas em Protocolos Clínicos e Diretrizes Terapêuticas publicados pelo Ministério da Saúde (BRASIL, 2013)
- Automedicação
- Atenção farmacêutica